# Füzesi Magda
Füzesi Magda (Nagybereg, 1952. május 3. –) József Attila-díjas magyar költő, író.

## Élete
1952. május 3-án született a kárpátaljai Nagyberegen, földműves családban. 1969-ben érettségizett szülőfalujában, majd Beregszászban nyomdász lett. 1972-ben férjhez ment Mester Elemér mérnökhöz, 1973-ban született meg Magdolna nevű lányuk.
1975-től a Vörös Zászló (majd Beregi Hírlap) munkatársa, később a lap magyar kiadásának felelős szerkesztője. 1981-ben magyar nyelv- és irodalomszakos diplomát szerzett az Ungvári Állami Egyetemen.
1997-ben született Hajnalka és 2000-ben Orsi nevű unokája. Férje 2001-ben meghalt.
2005-től, nyugdíjba vonulása óta Magyarországon él. Ettől az évtől alapító főszerkesztője lett a budapesti székhelyű Kárpátaljai Szövetség lapjának, a Kárpátaljai Hírmondónak. 2015 szeptemberétől átadta a főszerkesztői teendőket, de továbbra is segíti a lap szerkesztését. Ebben az évben lánya családjával együtt Budapestről Sülysápra költözött, illetve második férje, Vallasek István fizikus révén Kolozsváron is él. A kétlaki életet gyakori kárpátaljai tartózkodások is színesítik.
Első verse 1967-ben jelent meg, azóta folyamatosan publikál. Írásai számos magyarországi és erdélyi lapban, illetve antológiában láttak napvilágot, verseit közölték orosz és ukrán fordításban is. Oroszból és ukránból ő maga is fordít alkalmanként.
A Forrás Stúdió alapító tagja, 1971-től a József Attila Irodalmi Stúdió (1980-tól József Attila Alkotóközösség), 1986-tól az Ukrajnai Írószövetség, 1991-től a Magyar Írószövetség, 2005-től a Magyar Művészeti Akadémia tagja. Újságírói tevékenységéért 2003-ban Táncsics Mihály-díjjal tüntették ki. Szülőfaluja, Nagybereg néprajzi értékeinek feltérképezése is foglalkoztatja. Tanulmányai jelentek meg az emberélet fordulóiról, a társas munkákról, a táplálkozási szokásokról. 2019 márciusában költészetéért József Attila  díjat kapott.

## Művei
- Gyöngyvirágok (Kárpáti Könyvkiadó, Uzshorod, 1977)
- Egy ember a tömegből (A Kárpáti Igaz Szó kiadása, Uzshorod, 1983)
- Útban hazafelé (Kárpáti Kiadó, Uzshorod, 1984)
- Biztató (Intermix Kiadó, Ungvár – Budapest, 1992)
- Mosolykérő (gyermekversek) (Tárogató Lap- és Könyvszerkesztőség, Ungvár – Budapest, 1995)
- Táj gesztenyékkel (Hatodik Síp Alapítvány – Mandátum Kiadó, Budapest – Beregszász, 1998)
- Reggel madár, délben kötél. Füzesi Magda versei, Berniczky Éva novellái, Balla D. Károly esszéje; Pánsíp Szerkesztősége–UngBereg Alapítvány, Ungvár–Bp., 1999
- Ketten a kabátban (gyermekversek) (Pallas-Akadémia Könyvkiadó, Csíkszereda, 2003)
- A bohóc dala (Intermix Kiadó, Ungvár – Budapest, 2003)
- Szőttes pirossal, feketével. Versek magyarul és ukránul (Ivan Petrovtsij válogatásában. Intermix Kiadó, Ungvár – Budapest, 2007)
- Mérsékelt égöv (Intermix Kiadó, Ungvár – Budapest, 2007)
- Kagylóének. Régi és új versek; Kráter, Pomáz, 2012
- A mutatványos monológja. Versek, szemelvények. Válogatás Füzesi Magda műveiből születésének 60. évfordulója alkalmából; Kárpátaljai Magyar Művelődési Intézet, Ungvár, 2012 (KMMI-füzetek)
- Kapunyitogató; Kráter, Pomáz, 2015 (Mesepolc)
- Ima mindenkor. Válogatott versek. Kriterion Könyvkiadó, 2018
- Tenyered fáin tarka madár. Félszáz vers a szerelemről, 1969–2019; Budapest, Magyar Napló–Fokusz Egyesület, Bp., 2021

### Összeállítója illetve szerkesztője volt az alábbi köteteknek
- Sors megírva A Magyar Írószövetség Kárpátaljai Írócsoportjának antológiája (Ungvár–Budapest, 1993)
- Gyóntató. A Hármashatár Irodalmi Társaság antológiája. (Fehérgyarmat, 1995)
- A nyuszi álma. Kisgyermekek verseskönyve (Ungvár, 2001)
- Hónapsoroló. Óvodások verseskönyve (Ungvár–Budapest 2002)
- Hármashatártalanul (Ungvár–Budapest, 2004)
- Gyökérszakadás előtt (Romanika Kiadó, Budapest, 2015)

## Költészete
Füzesi Magda erősen kötődik a szülőföldhöz, ugyanakkor az egész emberiséghez tartozónak is érzi magát, osztozik gondjaiban. A közösséghez tartozás témái mellett jelentős helyet foglalnak el lírájában az emberi lét örömeit, gondjait kifejező versei. Költészetének fő erőssége az egyszerűség és természetesség. Szenzitív, képekben gazdag lírája a népköltészettel rokon. Talán ezért is zenésítette meg verseit többek között a Kaláka, a Zsongom együttes, a Garabonciás együttes, Dinnyés József daltulajdonos, Juhász Katalin, Sólyom Tamás, a kárpátaljai Credo együttes, a vajdasági Prima Vista együttes.

## Díjai
- Hatodik Síp folyóirat Toll-díj (1996)
- Táncsics Mihály-díj (2003)
- Együtt folyóirat Nívódíj (2010)
- József Attila-díj (2019)
- Prima-díj (2023)